# (73634) 5077 T-3
(73634) 5077 T-3 – planetoida z pasa głównego planetoid.
Planetoida okrąża Słońce w ciągu 5,24 roku w średniej odległości ok. 3,02 au Została odkryta 16 października 1977 roku.